# Ritual (Robertson-Haynes-Album)
Ritual ist ein Jazzalbum von Herb Robertson & Phil Haynes. Die am 29. Februar und 1. März 2000 im Studio The Spirit Room, Rossie, New York, entstandenen Aufnahmen erschienen 2000 auf CIMP.

## Hintergrund
Die CD wurde Stunden nach der Quartett-Session des Trompeters Herb Robertson mit Ken Filiano, Ned Rothenberg, Vinny Golia und Phil Haynes aufgenommen, aus der das Album Brooklyn-Berlin (CIMP) hervorging, und unterteilt die frühere Gruppe in den kreativen Kern von Robertson und Haynes. Das programmlange Stück ist in vier Einstiegspunkte unterteilt. Diese vier Abschnitte sind eigentlich eine einzige, ununterbrochene, freie Improvisation des Trompeters Herb Robertson und des Schlagzeugers Phil Haynes.

## Titelliste
- Herb Robertson & Phil Haynes: Ritual (CIMP 222. Spirit Room Series – Vol. 110)[1]

1. Ritual Part 1	18:26
2. Ritual Part 2	6:44
3. Ritual Part 3	18:22
4. Ritual Part 4	4:50

Die Kompositionen stammen von Herb Robertson und Phil Haynes.

## Rezeption
Steve Loewy verlieh dem Album in Allmusic vier Sterne und schrieb, es gebe Extreme in Dynamik und Tempo, die alle durch CIMPs einzigartige Technik zur Aufnahme unverfälschten Klangs realistisch eingefangen werden. Obwohl Robertson und Haynes eindeutig improvisierten, wären sie so erfahrene Meister dieser Art von geräumigen und kreativen Konstrukten, dass sich die Dinge auf logische Weise entfalteten. Beide Instrumentalisten seien sich der Bedeutung von Raum und unterschiedlichen Klangfarben sehr bewusst. Obwohl das Endprodukt konzentriertes Zuhören erfordere, sei es die Mühe wert. Im Nachhinein erscheinen die Entscheidungen logisch, wenn nicht sogar selbstverständlich.
Längere Duo-Aufnahmen seien in der modernen improvisierten Musik nicht gerade eine Seltenheit, aber dieses Album lege die Messlatte dennoch effektiv hoch, sowohl in Bezug auf Schwierigkeit als auch auf nicht-idiomatische Kunstfertigkeit, meinte Derek Taylor (All About Jazz). Freie Improvisation in dieser Art von abgespeckter Umgebung könne sofort zu einer Frage des Scheiterns werden. In ähnlicher Weise würde es Momente geben, in denen Ritual scheinbar an Intensität verliert, aber das Duo mildere diese Momente mit vielen weiteren, die den Zuhörer bewundernd zurücklassen können. Neugierige Zuhörer dürften feststellen, dass sich ihre Geduld als Tugend erweist, insbesondere in den frühen Phasen der Aufführung. Die meiste Zeit klingen Robertson und Haynes, als würden sie mehr für sich selbst als für irgendein Publikum spielen, aber obwohl die introspektive Natur vieler ihrer Dialoge abschreckend wirken könne, gebe es hier dennoch viel, was konzentriertes Zuhören rechtfertige.